# Mjölkudden

Mjölkudden är ett av Luleås större bostadsområden, egen tätort till 1965 och därefter sammanvuxen med Luleå. Området trafikeras av Luleå lokaltrafiks busslinjer 8 och 9 och 10 och 12 som fortsätter till Karlsvik respektive Kyrkbyn via Tuna, Notviken, Storheden, Sunderby Sjukhus och Gammelstad. Mjölkuddens bebyggelse består av såväl flerbostadshus som villor. Den sydligaste delen av Mjölkudden kallas Munkeberg.

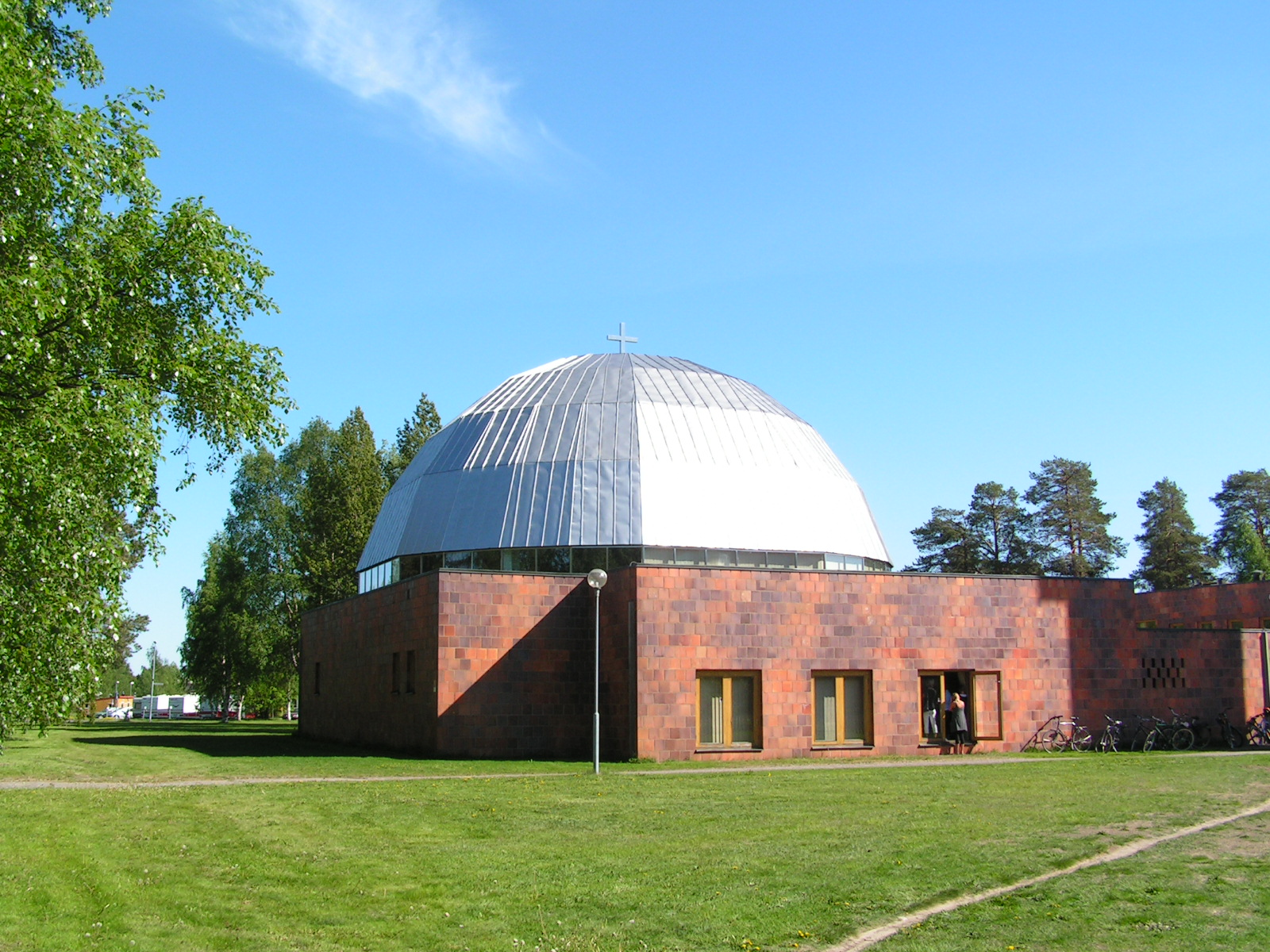
Mjölkuddskyrkan, 2007.

## Historia
Mjölkudden var i äldre tid viktig jordbruks- och betesmark, och från udden roddes varje dag mjölk över Stadsviken till Luleå. På Mjölkudden stod en av Sveriges två långvågssändare (den andra fanns i Motala). Under sent 1950-tal började det moderna Mjölkudden byggas. 1969 invigdes Mjölkuddskyrkan, som är en centralkyrka med kupol i aluminium.

## Befolkningsutveckling
Vid tätortsavgränsningen vid folkräkningen 1950 ingick Mjölkudden i tätorten Notviken. Vid folkräkningen 1960 utgjorde Mjölkudden en egen tätort, med 549 invånare. Vid tätortsavgränsningen i samband med folk- och bostadsräkningen 1965 hade tätorten vuxit ihop i Luleå.